# Långsjön (Säters socken, Dalarna)
Långsjön är en sjö i Säters kommun i Dalarna och ingår i Dalälvens huvudavrinningsområde.